# Réduit national
Pour les articles homonymes, voir Réduit national (homonymie).

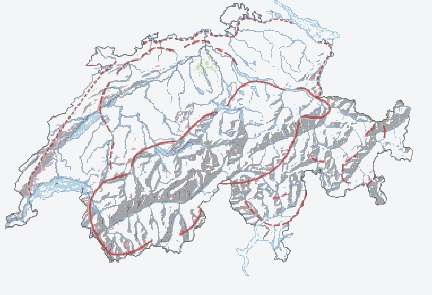
Carte du Réduit national (trait rouge plein)

Le « Réduit national » ou « Réduit » désigne en Suisse le système de fortifications dans les Alpes suisses. Au cours de la Seconde Guerre mondiale, il est devenu l'emblème de la volonté de résistance de la Suisse face au Reich allemand.
Le Réduit est la partie la plus importante de l'ordre d'opération no 13 (ordre Réduit) du 14 mai 1941 qui ordonne un nouveau dispositif de défense, fondé sur le principe de la dissuasion (stratégie de dissuasion). La défense en profondeur, avec les troupes frontières, notamment sur le Jura et le Rhin, les troupes mobiles dans le Moyen-Pays et la position fortifiée dans les Alpes, complétée par la destruction des importantes voies de communication nord-sud et, pour l'assaillant, la perspective d'un combat prolongé en montagne, doit exercer un effet dissuasif sur l'adversaire.
D'une manière plus générale, la fortification des Alpes fut planifiée dès les années 1930. Ayant connu son apogée durant la Seconde Guerre mondiale, elle tomba en désuétude en raison des changements géopolitiques survenus en Europe (fin de la guerre froide), de la modernisation de l'armement et des réformes dont fut l'objet l'Armée suisse elle-même.

## Histoire

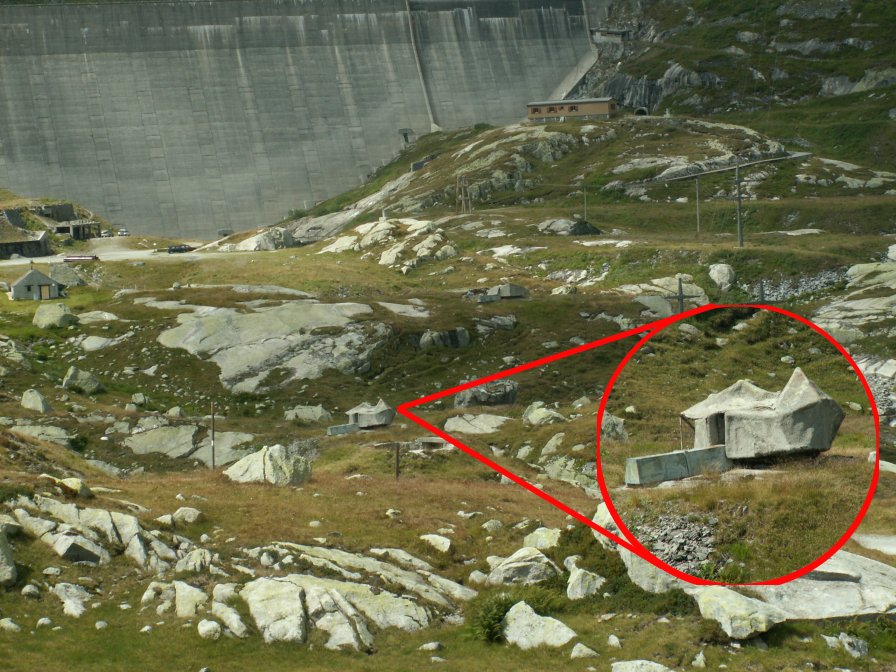
Camouflage en faux rocher de deux canons de 105 mm en coupole du Fort d'artillerie de San Carlo au col du Saint-Gothard en 2005

Ce principe de défense suisse a été théorisé par Alphons Maximilian Pfyffer von Altishofen (en) (1834–1890) au XIXe siècle.
En 1933, le gouvernement suisse prend des dispositions pour établir des fortifications dans les montagnes suisses. Les travaux s'effectuent durant toute la décennie suivante.
Le général Henri Guisan se rend compte bien vite, au début de la Seconde Guerre mondiale, que la Suisse ne peut pas résister à une invasion allemande sur le plateau, essentiellement formé de rase campagne. L'armée se voit donc attribuer la tâche de construire dans les Alpes un noyau bien fortifié : le réduit national.
Celui-ci repose notamment sur les fortifications de Saint-Maurice (de) à l'ouest, qui barre la vallée du Rhône, du Saint-Gothard (de) au centre et de Sargans (de) à l'est, qui barre la vallée du Rhin alpin. Ce nouveau principe de la politique militaire est approuvé dès juillet 1940 par le Conseil fédéral de la Suisse.
Le 25 juillet de la même année, Henri Guisan convoque les officiers lors du rapport du Grütli pour y exposer sa nouvelle stratégie, tout en voulant redonner confiance à l'armée et à la population dans leur volonté de résistance.
Le but de son nouveau plan est de défendre les objectifs stratégiques les plus importants pour l'Allemagne : les axes de communication à travers les Alpes. En cas d'attaque, l'ennemi doit faire face à une longue et épuisante guerre de montagne pour finalement trouver les principaux itinéraires rendus impraticables : les tunnels et les ponts sont minés dans ce but.
Mais le plan a aussi l'inconvénient de laisser le plateau suisse et sa population avec des défenses moindres, d'autant que la majeure partie de l'industrie y est concentrée. Le plan prévoyait également le transfert d'une partie de l'appareillage industriel dans le réduit alpin.
De 1940 jusqu'à la fin de la guerre, l'armée construit 21 000 ouvrages fortifiés[réf. nécessaire]. Cet ensemble de fortification présente la particularité d'être entièrement et astucieusement camouflé : faux rochers, fausses falaises, fausses cabanes ou maisons, fausses granges, etc.,
| Unité                                           | Commandant                           | Troupe (TO 38) | Ordre | Zone d'opération                            |
| ----------------------------------------------- | ------------------------------------ | -------------- | --- | ------------------------------------------- |
| 1er corps d'armée (de)                          | Jules Borel                          | 94 000         | Défendre le front nord du Réduit, barrer la haute vallée de l'Aar, protéger l'accès au Réduit dans les Préalpes occidentales | Rochers de Naye à Hohgant (en)              |
| 1re division                                    | Léonard Combe                        | 20 000         | Défendre le Réduit entre les Rochers de Naye et le Kaiseregg, en priorité les axes qui vont de Bulle au Simmental            | Rochers de Naye au Kaiseregg                |
| 2e division                                     | Jules Borel                          | 24 000         | Défendre le Réduit entre le Stockhorn et le Kaiseregg                                                                        | Kaiseregg au Stockhorn[Lequel ?]            |
| 3e division (de), division bernoises            | René von Graffenried                 | 16 000         | | Stockhorn - Lac de Thoune - Hohgant         |
| Brigade de montagne 10                          | Schwarz                              | 11 000         | | Bas-Valais, Chablais                        |
| Brigade de montagne 11 (de), brigade du Simplon | Buhler                               | 13 000         | | Col du Simplon - Haute Vallée du Rhône      |
| 1re Brigade légère                              | Charrière                            | 10 000         | Retarder l'adversaire dans le Moyen-Pays                                                                                     | Région du Léman, Canton de Fribourg         |
| Fortifications de Saint-Maurice (de)            |                                      |                | | Saint-Maurice                               |
| 2e corps d'armée (de)                           | Friedrich Prisi (de)                 | 46 000         | Défendre le Réduit avec le front nord, bloquant l'accès au Brünig, rive gauche du lac des Quatre-Cantons                     | Hohgant au Bürgenstock                      |
| 8e division de montagne                         | Alfred Gübeli                        | 16 000         | | Hohgant à Stillaub (Finsterwald)            |
| 4e division                                     | Emil Scherz                          | 20 000         | | Stillbust à Stansstad / Bürgenstock         |
| 2e brigade légère                               | Koller                               | 10 000         | Retarder l'adversaire dans le Moyen-Pays                                                                                     | Moyen-Pays bernois                          |
| 4e corps d'armée (de)                           | Jakob Labhardt (de)                  | 80 000         | Défendre le Réduit avec le front nord, bloquant l'accès au Gothard depuis le nord                                            | Bürgenstock jusqu'à Linthebene              |
| 5e division                                     | Eugen Bircher / Rudolf von Erlach    | 22 000         | | Bürgenstock au Rigi                         |
| 6e division                                     | Herbert Constam (de) / Marius Corbat | 26 000         | Bloquer l'accès à la vallée de Schwyz                                                                                        | Rigi - Zugerberg - Etzel                    |
| 7e division                                     | Herbert Flückiger / Hans Frick       | 22 000         | Bloque l'accès au Wägital, réduit du Sihlsee, arrête Oberegg, Etzel, retarde les avances à Linthebene                        | Etzel - Stöcklichrüz - Linthebene           |
| 3e brigade légère                               | Wirth                                | 10 000         | Retarder l'adversaire dans le Moyen-Pays                                                                                     | Suisse du nord-est                          |
| Fortifications de Sargans (de)                  | Gubler                               |                | | Sargans                                     |
| 3e corps d'armée (de)                           | Renzo Lardelli/Constam               | 40 000         | Défendre le Réduit avec le front sud, bloque l'accès au Gothard du sud-ouest, sud et est                                     | Haut-Valais, Saint-Gothard, Tessin, Grisons |
| 9e division de montagne                         | Edouard Tissot                       | 16 000         | | Haut-Valais et Gothard                      |
| Brigade de montagne 9 (de), brigade du Gothard  |                                      | 11 000         | | Gothard                                     |
| 3e division de montagne (de)                    | Hold                                 | 11 000         | | Grisons                                     |
| Fortifications du Saint-Gothard (de)            |                                      |                | | Massif du Saint-Gothard, Grimsel            |
| Brigades frontières                             |                                      | 90 000         | | Frontières                                  |
| Brigades frontières 1 à 5                       |                                      | 10 000 chacune | | Genève au Jura argovien                     |
| Brigade frontière 6                             |                                      | 10 000         | | Schaffhouse                                 |
| Brigade frontière 7                             |                                      | 10 000         | | Thurgovie                                   |
| Brigade frontière 8                             |                                      | 10 000         | | Vallée du Rhin                              |
| Brigade frontière 9                             |                                      | 10 000         | | Tessin, bassin de Bellinzone                |

Le tableau montre les troupes de combat proprement dites (infanterie, troupes légères). Elles sont appuyées par l'artillerie (52 000 hommes), les troupes du génie (30 000 hommes), les troupes d'aviation et de défense contre avions (30 000 hommes), les troupes sanitaires (30 000 hommes), les troupes d'approvisionnement alimentaire (7 000), les troupes de transport motorisé (9 000), le train (14 000), le service auxiliaire (200 000) et le Service complémentaire féminin (SCF) (15 000 femmes).

## Démantèlement

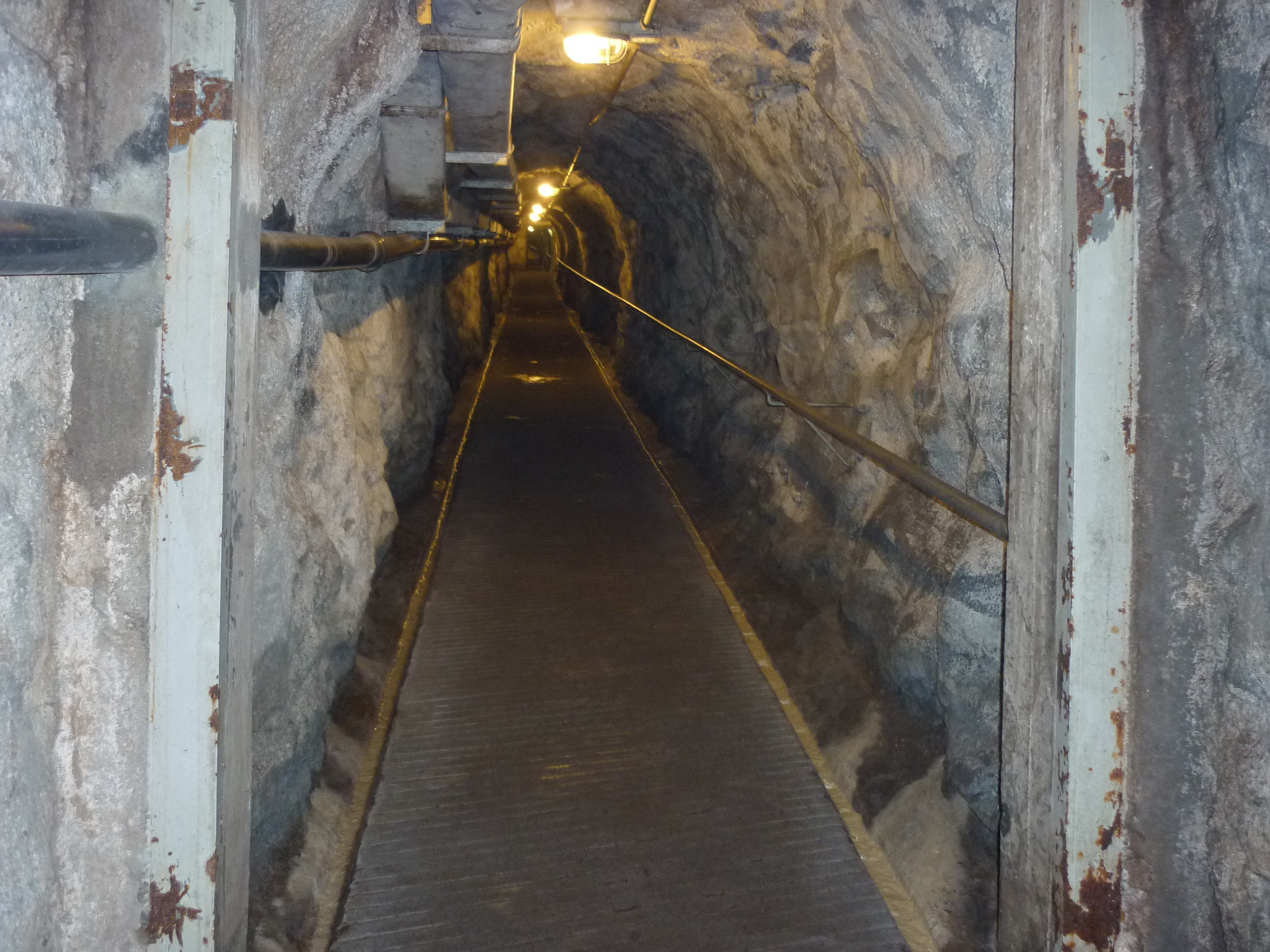
Une partie des 7.6 km de galerie souterraine du fort d'artillerie de Furkels, Pfäfers, SG

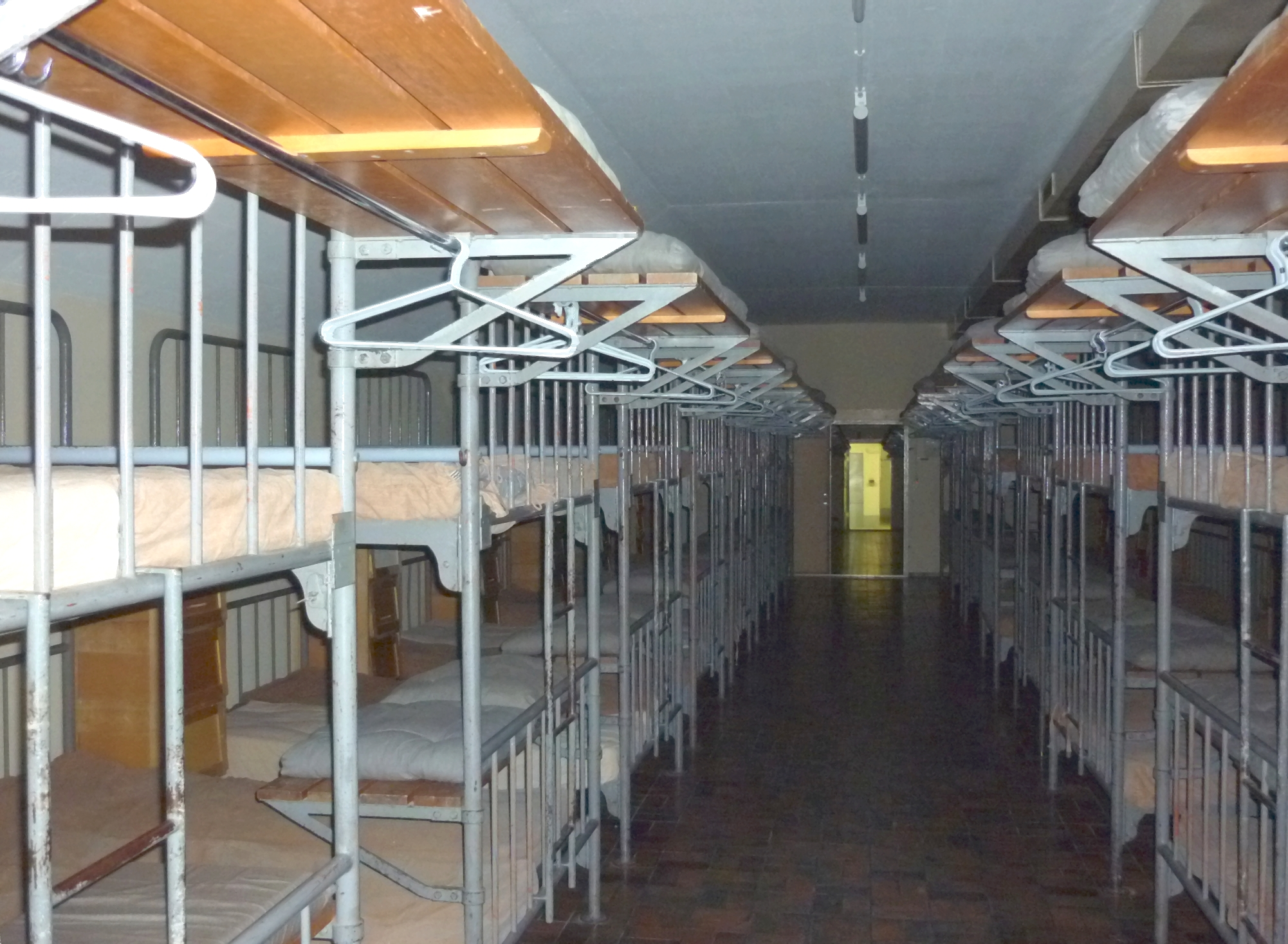
Baraquement souterrain du fort d'artillerie de Furkels, Pfäfers, SG

Une bonne partie de ce dispositif, obsolète, coûteux et ne répondant plus aux exigences militaires, fut progressivement démantelée après guerre. Certaines constructions peuvent maintenant être visitées, comme le Fort de Pré-Giroud à Vallorbe.
D'autres forts importants ont toutefois été modernisés et sont toujours actifs, comme le Fort de Dailly sur la rive droite du Rhône près de Saint-Maurice (le Fort de Savatan étant maintenant occupé par l'académie de police et les galeries de la rive gauche ayant été abandonnées au début des années 1990). D'autres bunkers, en particulier ceux destinés au commandement et à l'aviation, sont encore utilisés par l'Armée suisse.